# Prgomet
Prgomet és un poble de Croàcia situat al comtat de Split-Dalmàcia. El 2011 tenia 105 habitants.